# Pareudiplogaster
Pareudiplogaster är ett släkte av rundmaskar. Pareudiplogaster ingår i familjen Diplogasteridae.
Släktet innehåller bara arten Pareudiplogaster pararmata.